# 무향실

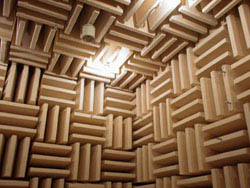
무향실

무향실(無響室, anechoic chamber)는 소리나 전자기파의 반사를 막기위해 흡음재로 만드는 방이다. 그리고 무향실은 외부 소음으로부터 격리되어 있다.두 특징이 나타내는 바는 무향실을 이용하여 조용한 무한한 부피의 열린 공간에 대한 모의 실험을 할 수 있다는 것이다. 이 모의 실험은 외부의 영향을 받아 잘못된 결과가 도출되는 연구에 유용하다. 무향실은 본래 음향학에서 방의 반사를 최소하는 데 이용했다. 무선 주파수(Radio Frequency) 무향실은 안테나나 레이다, 전자기 간섭을 시험하기 위해 수십년동안 사용되었다.

## 같이 보기
- 잔향실
- 전자기 반향실
- 반향실